# ريو كوشينو
ريو كوشينو (باليابانية: 櫛野 亮) (3 مارس 1979 في كوماموتو في اليابان – )؛ هو لاعب كرة قدم ياباني سابق كان يلعب كحارس مرمى.

## وصلات خارجية
- ريو كوشينو على موقع رابطة كرة القدم اليابانية للمحترفين (اليابانية)
- ريو كوشينو على موقع قاعدة بيانات كرة القدم.إي يو (الإنجليزية)
- ريو كوشينو على موقع Soccerway.com (الإنجليزية)
- ريو كوشينو على موقع عالم كرة القدم.نت (الإنجليزية)